# Droga wojewódzka 929
Die Droga wojewódzka 929 (DW929) ist eine zehn Kilometer lange Droga wojewódzka (Woiwodschaftsstraße) in der Woiwodschaft Schlesien in Polen. Die Strecke im Powiat Rybnicki und der kreisfreien Stadt Rybnik verbindet zwei weitere Woiwodschaftsstraßen.
Die DW929 zweigt in der Großstadt Rybnik von der Woiwodschaftsstraße DW935 ab und umfährt das Stadtzentrum im Südosten. Anschließend verläuft sie in südöstlicher Richtung. Im Dorf Świerklany Górne (Ober Schwirklan) mündet sie in die Woiwodschaftsstraße DW932 ein. Diese erreicht nach 500 Metern die Auffahrt auf die Autobahn A1.

## Streckenverlauf
Woiwodschaft Schlesien, kreisfreie Stadt Rybnik
-  Rybnik (DW935)
-  Rybnik

Woiwodschaft Schlesien, Powiat Rybnicki
-  Świerklany Górne (DW932→Autobahn A1)